# VV Reutum
Le VV Reutum est un club de football féminin néerlandais situé à Reutum. C'est le premier club à remporter le championnat néerlandais.

## Palmarès
- Championnat des Pays-Bas (1) : 1974